# Cylindrotrichum ellisii
Cylindrotrichum ellisii är en svampart som beskrevs av Morgan-Jones 1977. Cylindrotrichum ellisii ingår i släktet Cylindrotrichum och familjen Chaetosphaeriaceae.   Inga underarter finns listade i Catalogue of Life.